# Territori de Louisiana
El Territori de Louisiana va ser un territori organitzat incorporat als Estats Units que va existir del 4 de juliol de 1805 al 4 de juny de 1812, quan va ser reanomenat com a Territori de Missouri, per tal d'evitar la confusió amb l'estat de Louisiana recentment admès pel Congrés dels Estats Units. La capital va ser Saint Louis.
Es va formar a partir del Territori d'Indiana, administrat com a Districte de Louisiana, que consistia en totes les terres de la compra de la Louisiana al nord del paral·lel 33 i que avui dia representa la frontera sud d'Arkansas i la nord de Louisiana. Tant el Districte de Louisiana com el d'Orleans s'havien format el 1804 a partir de les terres adquirides pels Estats Units en l'adquisició de la Louisiana colonial, comprada a França.
Les fronteres meridional i occidental amb la Texas espanyola i Santa Fe de Nou Mèxic no es van definir fins al Tractat d'Adams-Onís de 1819.